# Diriyah
Al-Diriyah (الدرعية; stavat Ad-Dir'iyah, Ad-Dar'iyah eller Dir'aiyah) är en stad som ligger i nordvästra utkanterna av Saudiarabiens huvudstad Riyadh. Folkmängden uppgick till 43 269 invånare vid folkräkningen 2010. Diriyah var ursprungligen hem för den saudiska kungafamiljen, och var huvudstad i Första Saudistaten från 1744 till 1818. Idag är staden huvudort i guvernementet Diriyah, som även omfattar bland annat byarna Uyayna, Jubayla och Al-Ammariyyah samt delar av provinsen Riyadh.

## Platsen
Ruinen av gamla staden i Diriyah ligger på båda sidorna av den smala dalen kallad Wadi Hanifa, som fortsätter söderut mot Riyadh och bortanför. Den består nästan uteslutande av byggnader i lertegel. Ruinerna är indelade i tre distrikt, Ghussaibah, Al-Mulaybeed och Turaif, uppe på toppen av kullar som överblickar dalen. Av de tre är Turaif den högsta, och dess fot nås lätt till fots. Delar av stadsmuren, går längs kanterna av wadin och är också gjord av lertegel som ännu finns kvar med några korta observationstorn. Sedan 2010 är den gamla staden ett världsarv.
Den moderna staden är byggd på lägre höjd, vid foten av kullen på vilken Turafi ligger. Norr om staden, inne i dalen, finns ett antal trädgårdar, palmlunder och små gods och gårdar. En damm kallad Al-lib ligger lite längre norrut.

## Historia
Trots att lägen ibland identifieras med en forntida bosättning kallad Yaqut och Al-Hamadani känd som "Ghabra", daterar sig Diriyahs historia tillbaka till 1400-talet. Enligt Nejds krönikor, grundades staden 1446-7 av Mani Al-Mraydi, en förfader till den Saudiska kungafamiljen. Mani och hans klan hade kommit från området Al-Qatif i östra Arabien, efter inbjudan av Ibn Dir', som var ledare över en grupp bosättningar som idag utgör Riyadh. Ibn Dir' sägs ha varit en släkting till Mani' Al-Mraydi, och Manis klan tros ha lämnat området Wadi Hanifa vid något okänt datum och återvände rätt och slätt till deras ursprungsplats.
Till en början, slog sig Mani' och hans klan, känd som Mrudah, ner i Ghusaybah och Al-Mulaybeed. Den samlade bosättningen kallades Al-Dir'iyah, efter Mani's välgörare Ibn Dir'. Senare, bosattes distriktet Turaif. Många familjer från andra städer och från beduinstammar i den närliggande öknen slog sig så småningom ned i området och på 1700-talet hade Diriyah blivit en välkänd stad i Nejd.
Vid denna tid, kom Muhammed ibn Saud fram ur en kamp inom den härskande familjen i Al-Diriyah, Al Migrin (son till Migrin, en ättling till Mani'), och blev emir, eller ledare, över Al-Diriyah. År 1744, tog Ibn Saud in en förrymd religiös lärd Muhammad ibn Abd al Wahhab, som härstammade från staden Al-Uyaynah, belägen vid samma wadi ungefär 50 km uppströms. Ibn Saud gick med på att implementera ibn Abd al Wahhabs religiösa syn, och det som senare blev känd som det första saudiska riket, med dess huvudstad Diriyah, föddes. Under de kommande årtiondena, lyckades Ibn Saud och hans efterföljande ättlingar, underkuva hela Nejd, såväl som östra och västra regionerna av Arabien, och sände räder in i Irak. Diriyah växte snabbt i storlek och ökade i välstånd, och blev den största staden i Nejd och en stor stad i Arabien för sin tid. Saudis erövring av de heliga städerna Mecka och Medina drev dock Osmanska rikets vrede, vilket ledde till krig dem emellan 1811 och 1818 och en Osmansk och Egyptisk invasion av Arabien vilken ledde till slutet för Saudistaten 1818, med Diriyahs kapitulation efter en nära årslång belägring. Ledaren för de invaderande styrkorna, Ibrahim Pasha, beordrade att Diriyah skulle förstöras. När en medlem av den lokala överklassen försökte återuppliva Wahhabistaten i Diriyah, beordrade Ibrahim att förstöra staden än mer och bränna ner det som var kvar. När Saudierna återupplivade sin historia 1824 och åter 1902,  lade de deras huvudstad längre söderut i Riyadh, som än idag är landets huvudstad.
Stadens ursprungliga invånare lämnade Diriyah efter 1818, och huvuddelen flyttade till Riyadh. Området bosattes åter på 1900-talet, i huvudsak av före detta nomader (beduiner), och nya staden grundades av Saudiarabiens regering på 1970-talet. Den nya staden Diriyah växte i storlek och är idag en liten men modern stad och huvudort i sitt guvernement. Ruinerna förblir en turistattraktion och är idag föremål för ett långsamt restaureringsprojekt som genomförs av staten.

## Ombyggnader och utvecklingsplaner
Bland de återuppbyggda delarna finns Bad och gästhuset, Qasr Nasr, Saad bin Sauds palats (färdigt i början av 1990-talet), Burj Faysal (ett torn renoverat på 1980-talet), större sektioner av muren som omger Turaif och sektioner av de yttre murarna samt några vakttorn omkring wadin. Utanför Turaifdistriktet, på motsatt sida av wadi Hanifa, har området för schejk Muhammad ibn Abd al Wahhabs moské helt renoverats, med några få av de nyare ursprungliga byggnaderna kvar norr om komlexet byggda på platsen för den historiska moskén.
"Distriktet Turiefs utvecklingsplan" har målet att förvandla distriktet till ett stort nationellt kultur- och turismcentrum. Innan omvandlingen av området till ett modernt friluftsmuseum, planeras i tre faser, dokumentation och nödvändiga undersökningar, inklusive utgrävningar särskilt på platser som behöver återuppbyggas. Dessa kommer omfatta platser såsom:
- Al-Imam Mohammad bin Sauds moské och Salwapalatset.
- Ibraheem Ibn Sauds palats och Fahad Ibn Sauds palats.
- Farhan Ibn Sauds palats, Torki Ibn Sauds palats och Qoo'a Al-Sharia'a (östra hörnet av Salwapalatset)

När allt är klart kommer det finnas ett nytt besökscenter liksom ett dokumentationscenter. Fyra nya museum har därtill planerats i distriktet.
- Ett krigs- och försvarsmuseum (då området var skådeplatsen för en stor belägring i Saudiarabien).
- Ett hästmuseum.
- Ett museum för umgängesliv.
- Ett museum för handel och ekonomi.

Utöver detta kommer en traditionell marknad i Turief öppnas för att förstärka upplevelsen.

## Kända byggnader
Några av den gamla stans historiska byggnader:
- Salwapalatset var Al Sauds residens och första hem under det första saudiska riket. Den anses vara det största palatset på platsen och är fyra våningar högt[6]. Palatset består av fem huvuddelar uppförda under olika på vandra följande perioder. Det stod troligen klart under Saud ibn Abdul Aziz ibn Muhammad ibn Saud, som var imam från 1803 till 1814.
- Saad bin Sauds palats är ett av de största palatsen och är berömt för sin gårdsplan som tidigare användes som stall. Palatset har genomgått en fullständig restaurering och är flera våningar högt.
- Gästhuset och At-Turaifs badhus[8] var båda försedda med vatten från en källa i wadin. Gästhuset är en traditionell byggnad och består av ett antal mindre öppna ytor omgivna av rum. Badhuset är känt för sina olika arkitekturstilar och visar hur byggnaden gjordes vattentät med hjälp av olika murbruk.
- Imam Muhammed ibn Sauds moské byggdes under imam Muhammed ibn Sauds regeringstid. Shejk Muhammad ibn Abd al Wahhab brukade ge lektioner om sin reformerade islamrörelse i denna moské. Den blev ett center för religiös utbildning. Studenterna brukade resa hit från hela Arabiska halvön.

Stadsplanen kan lätt studeras i Saudiarabiens nationalmuseum med hjälp av en storskalig detaljerad modell av staden som finns där.

## Utgrävningar
Som en del i en storskalig plan har delar av området närmst platsens huvudport grävts ut och många kolonnbaser såväl som dräneringssystem har hittats. Detta visar att åtminstone en del av det bebyggda området var betydligt närmre wadins botten än de ruiner som står kvar visar.